# Frederik Theodor Kloss

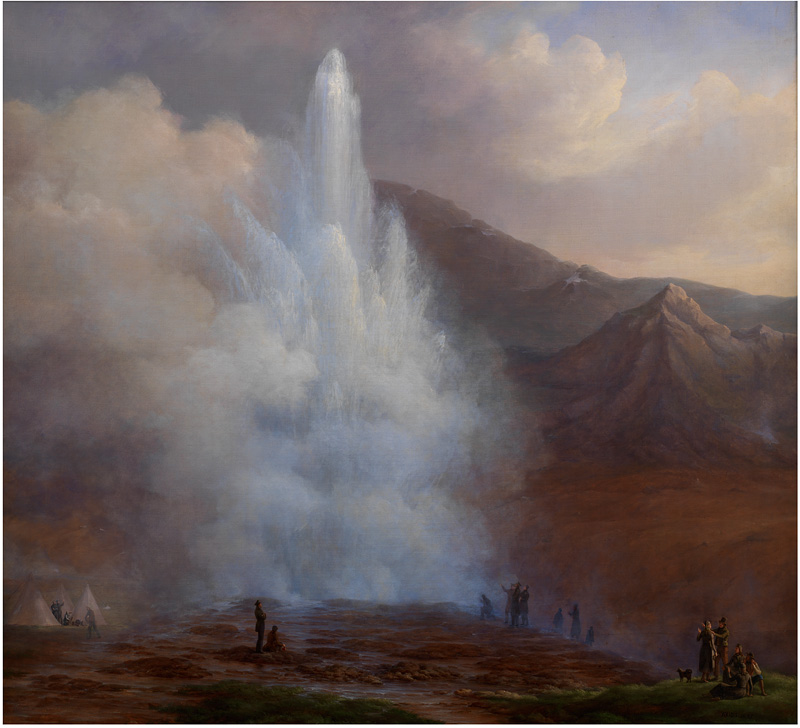
Frederik Theodor Kloss, Store Geysir på Insula sub eruptionen am året 1834 (1835)

Frederik Theodor Kloss (n. 19 septembrie 1802, Braunschweig, Brunswick-Wolfenbüttel⁠(d) – d. 9 iunie 1876, Copenhaga, Danemarca) a fost un pictor germano-danez specializat în scene maritime.
Kloss a urmat la Academia din Berlin unde a studiat sub Carl Schumann. A călătorit la Praga, Breslau și Dresda (1825-27), Marea Nordului (1832), Islanda (1834), Marea Mediterană (1843) și Insulele Feroe (1844). Văzând una dintre picturile maritime ale lui Christoffer Wilhelm Eckersberg în Dresda, Kloss a decis să meargă la Copenhaga și să devină unul dintre elevii săi de la Academia Daneză. De-a lungul anilor, cei doi au devenit prieteni foarte buni, nu numai în artă, dar, de asemenea, ca membri ai masoneriei. Kloss a devenit pe deplin integrat în viața culturală daneză. După ce a devenit membru al Academiei în anul 1840, a primit un post de profesor în 1853 și fost trezorier din1867.

## Lucrări selectate
- Magazin Geysir på Insula sub eruptionen în året 1834 (Marele gheizer din Islanda în timpul Erupției) (1835)
- Den danske eskadre în sejl på Københavns rhed (Nave de război daneze pe drumul spre Copenhaga) (1837)
- Et orlogsskib efter fransk konstuktion am færd med la kappe de master, der er gået peste bord i ro furtuna (Navă de război franceză căreia i se distruge catargul în timpul unei furtuni (1839)
- Havnen ved Nyborg. Am forgrunded kutteren "Neptun" (Portul din Nyborg. În prim-plan barca cu vele Neptun”) (1840)